# Bertogne
Bertogne es un municipio de la región de Valonia, en la provincia de Luxemburgo, Bélgica. A 1 de enero de 2019 tenía una población estimada de 3659 habitantes.

## Geografía
Se encuentra ubicada al sureste del país, en la zona de las Ardenas y cerca del río Ourthe, un afluente del río Mosa.

### Secciones del municipio
El municipio comprende los antiguos municipios, que se fusionaron en 1977:
| - Bertogne - Flamierge - Longchamps |

### Pueblos y aldeas del municipio
- en  Bertogne: Bethomont, Compogne
- en Flamierge : Frenet, Gives, Givroulle, Givry, Roumont-sur-Ourthe, Salle, Troismont, Tronle, Wigny
- en Longchamps : Champs, Fays, Flamisoul, Mande-Saint-Étienne, Monaville, Rolley, Rouette, Withimont

## Demografía

### Evolución
Todos los datos históricos relativos al actual municipio, el siguiente gráfico refleja su evolución demográfica, incluyendo municipios después de efectuada la fusión el 1 de enero de 1977.
| Gráfica de evolución demográfica de Bertogne entre 1846 y 2020 |
|                                                                |